# Mama Too Tight
Albums de Archie Shepp
On This Night
(1965) Three for a Quarter, One for a Dime
(1966)
Mama Too Tight est un album de Archie Shepp enregistré en 1966 sur le label Impulse!.

## Titres
1. A Portrait of Robert Thompson [as a young man] - 18:57
2. Mama Too Tight - 5:25
3. Theme for Ernie - 3:21
4. Basheer - 10:38

## Composition du groupe
- Archie Shepp: saxophone ténor
- Grachan Moncur III: trombone
- Roswell Rudd: trombone
- Howard Johnson: tuba
- Tommy Turrentine: trompette
- Perry Robinson: clarinette
- Beaver Harris: batterie
- Charlie Haden: contrebasse

## Sources
- (en) Mama Too Tight sur allmusic.com